# 大谷信介
大谷 信介（おおたに しんすけ、1955年 - ）は、社会学者。専門は、社会調査論、都市社会学。関西学院大学社会学部教授。

## 来歴
筑波大学大学院社会科学研究科博士課程単位取得退学。社会学博士。松山大学、桃山学院大学で教授を務めた後、1998年に、関西学院大学の教授に就任する。
社会調査士資格の設立を提案するなど、社会調査教育の普及に努める。

## 著書
- 大谷信介ほか編『社会調査へのアプローチ: 論理と方法 第2版』ミネルヴァ書房、2005年。ISBN 4623041042